# Stasimopus erythrognathus
Stasimopus erythrognathus är en spindelart som beskrevs av William Frederick Purcell 1903. Stasimopus erythrognathus ingår i släktet Stasimopus och familjen Ctenizidae. Inga underarter finns listade i Catalogue of Life.